# Brackley (Royaume-Uni)
Pour les articles homonymes, voir Brackley.
Brackley est une ville anglaise, située au sud du Northamptonshire, à une centaine de kilomètres au nord-ouest de Londres. Elle abrite 11 000 habitants pour une superficie de 681.92 hectares.
La commune abrite le siège de l'écurie de Formule 1 Brawn GP en 2009, repris par Mercedes Grand Prix l'année suivante. 
La commune possède un patrimoine de qualité : l'hôtel de ville et l'hôpital.